# Giarre Calcio 1987-1988
Questa voce raccoglie le informazioni riguardanti il Giarre Calcio nelle competizioni ufficiali della stagione 1987-1988.

## Rosa
| N. |                   | Ruolo | Calciatore         |
| -- | ----------------- | ----- | ------------------ |
|    | Italia (bandiera) | C     | Sebastiano Basile  |
|    | Italia (bandiera) | D     | Armando Biviano    |
|    | Italia (bandiera) | D     | Giuseppe Bonanno   |
|    | Italia (bandiera) | A     | Donato Cancelli    |
|    | Italia (bandiera) | C     | Cristiano Cassiani |
|    | Italia (bandiera) | P     | Amedeo Spadaro     |
|    | Italia (bandiera) | C     | Raffaele Di Napoli |
|    | Italia (bandiera) | C     | Nicola Dolce       |
|    | Italia (bandiera) | P     | Antonio Gambino    |

| N. |                   | Ruolo | Calciatore          |
| -- | ----------------- | ----- | ------------------- |
|    | Italia (bandiera) | D     | Maurizio Manieri    |
|    | Italia (bandiera) | P     | Leonardo Pellegrino |
|    | Italia (bandiera) | D     | Antonino Praticò    |
|    | Italia (bandiera) | A     | Marcello Prima      |
|    | Italia (bandiera) | A     | Franco Saporito     |
|    | Italia (bandiera) | C     | Angelo Sciuto       |
|    | Italia (bandiera) | A     | Agostino Spica      |
|    | Italia (bandiera) | C     | Michele Tomasino    |
|    | Italia (bandiera) | A     | Antonino Torti      |